# Роберт Шерман
Роберт Бернард Шерман (енгл. Robert Sherman; Њујорк, 19. децембар, 1925 — Лондон, 5. март, 2012) био је амерички текстописац, који се специјализовао за стварање филмске музике са својим братом Ричардом Мортоном Шерманом. Браћа Шерман су радили музику за Мери Попинс, Књигу о џунгли, Винија Пуа, написали су и тематску песму Дизниленда "Свет је мали".

## Биографија
Роберт Бернард Шерман је рођен 19. децембра 1925. у Њујорку. Његови родитељи, руско-јеврејски имигранти били су Роса и Ал Шерман. Његов отац био је музичар. Као младић, Роберт је тежио интелектуализму, па је учио да свира виолину и клавир, слика и пише песме. Након седам година честих селидби, Шерманови су се коначно населили на Беверли Хилсу. Једна од основних школа које је Роберт похађао била је Фиделстонска школа етничке културе. Током похађања средње школе на Беверли Хилсу, писао је разне радио и позоришне програме, за које је добио многобројне, награде.
1965. године, браћа Шерман су добили 2 Оскара за музику из филма Мери Попинс, укључујући песме "Нахрани птице", "Суперкалифраџалистикекспијалидоушас", као и добитника Оскара за најбољу песму "Димничар". Након премијере Мери Попинс, Роберт Шерман је зарадио 9 номинација за Оскара, 2 Греми награде, 4 номинације за Греми награду и 23 златна и платинаста албума. Роберт и Ричард Шерман су директно радили за Волт Дизнијеву компанију све до Волтове смрти 1966. године. Након напуштања компаније, Шерманови су хонорарно радили музику за филмове, телевизијске серије, забавне паркове и сценску музику. Њихвово прво не-Дизнијево дело урадили су са Албертом Р. Броколијем за филм Чити чити бенг бенг из 1968, који им је донео трећу номинацију за Оскара. 1973. године, браћа Шерман су се уписали у историју као једини Американци који су освојили прво место на Московском филмском фестивалу, и то за филм Том Сојер. Браћа Шерман су такође добила звезду на булевару славних у Холивуду. 2000. године, браћа Шерман су креирали музику за Тигров филм. Овај филм је био први Дизнијев филм на коме су браћа радила после 28 година. 2002. године, Роберт Шерман се преселио са Беверли Хилса у Лондон где је наставио да пише и слика. 2003. године, 4 мјузикла браће Шерман су рангирана на листи "Топ 10 омиљених анимираних филмова свих времена".